# Orcasur
Orcasur es un barrio al sur de Madrid perteneciente al distrito de Usera. Limita al norte con el barrio de Almendrales, al oeste con los barrios de Orcasitas y Pradolongo, al este con San Fermín y al sur con el distrito de Villaverde.
La mayor parte de las calles de este barrio reciben el nombre de localidades de la provincia de Granada.

## Transportes

### Cercanías Madrid
El barrio es atendido por las estaciones de Doce de Octubre y Orcasitas (C-5) en su límite oeste.

### Metro de Madrid
El barrio es atendido por las estaciones Hospital 12 de Octubre y San Fermín-Orcasur (L3) bajo la avenida de Andalucía.

### Autobuses
El barrio es recorrido por las siguientes líneas de autobuses:
| Línea | Terminales                           |
| ----- | ------------------------------------ |
| 18    | Plaza Mayor – Villaverde Cruce       |
| 22    | Legazpi – Villaverde Alto            |
| 23    | Plaza Mayor – Villaverde Cruce       |
| 59    | Estación de Atocha – San Cristóbal   |
| 76    | Plaza Beata – Villaverde Alto        |
| 78    | Embajadores – San Fermín             |
| 79    | Legazpi – Villaverde Alto            |
| 81    | Oporto – Hospital 12 de Octubre      |
| 85    | Estación de Atocha – Butarque        |
| 86    | Estación de Atocha – Villaverde Alto |
| 121   | Campamento – Hospital 12 de Octubre  |
| 123   | Legazpi – Butarque                   |
| N12   | Cibeles – Butarque                   |
| N13   | Cibeles – San Cristóbal              |
| N14   | Cibeles – Villaverde Alto            |
| N15   | Cibeles – Hospital 12 de Octubre     |

## Lugares
- Biblioteca Pública Municipal Gabriel García Márquez

- Datos: Q10341270
- Multimedia: Orcasur neighborhood, Madrid / Q10341270